# Tinent Comandant
Tinent Comandant és un rang d'oficial en moltes marines, sent superior a Tinent i subordinat a Comandant. El rang corresponent a la majoria dels exèrcits és el de Major, i a la RAF britànica (i per extensió, a diversos països de la Commonwealth) és el de Cap d'Esquadró.
Dins l'OTAN rep el codi OF-3.
Un Tinent Comandant és un oficial superior d'un departament en un vaixell gran o instal·lació costanera. També pot ser oficial comandant o oficial executiu (segon al comandament) d'un vaixell menor o instal·lació.
En moltes marines és anomenat Capità de corbeta

## Orígens
Els Tinents eren habitualment posats al comandament de vaixells petits que no necessitaven un Capità: com que un Tinent era anomenat Tinent Comandant a la Marina dels Estats Units o Tinent al Comandament (Lieutenant in Command) ó Tinent i Comandant (Lieutenant and Commander) a la Royal Navy; la USN creà el rang el 1862, i la RN al març de 1914.

### Royal Navy
La insígnia d'un Lieutenant-Commander (Lt Cdr) de la Royal Navy són dues franges mitjanes daurades, amb una de prima al mig, sobre fons en blau marí o negre. La franja superior té el cercle sempre present a totes les insígnies de rang de la Royal Navy. La RAF seguí aquest disseny pel rang equivalent de Cap d'Esquadró.
La Royal Navy tenia el costum té el costum de separar els seus rangs per l'antiguitat per atorgar equivalència: un Tinent amb menys de 8 anys d'antiguitat lluïa dues barres, i equivalia a un Capità de l'Exèrcit; mentre que un amb 8 ó més anys lluïa la franja estreta al mig, i s'equiparava a un Major. Aquesta distinció quedà abolida amb la introducció del rang de Tinent-Comandant.

### Royal Observer Corps
Durant gran part de la seva existència, el Royal Observer Corps britànic (ROC) va mantenir el rang de Observer Lieutenant Commander (Obs Lt Cdr). El ROC lluïa un uniforme de la Royal Air Force i la seva insígnia semblava la de Cap d'Esquadró de la RAF, excepte que les barres eren totalment en negre. Abans de ser reanomenats, el grau havia estat conegut com a Observer Lieutenant (First Class).

## Altres països
Els Lieutenant-Commanders  d'altres països de la Commonwealth llueixen insígnies semblants, com la Royal Australian Navy (que usa l'abreviació "LCDR"), la Royal New Zealand Navy i el Canadian Forces Maritime Command (antigament la Royal Canadian Navy), que usen l'abreviació "LCdr". A diferència de la Marina dels Estats Units, el personal de la Royal Navy o d'altres països de la Commonwealth no abrevien el rang a "Commander", sinó que es dirigeixen a ells usant la fórmula completa de "Lieutenant-Commander".

## Canadà
A les forces armades canadenques, el rang de Lieutenant Commander (LCdr) (francès: Capitaine de corvette - Capc) és el rang equivalent a Major de les forces terrestres canadenques o a la força aèria canadenca.
Els nomenaments típics dels Lieutenant Commanders són:
- Oficial comandant d'un vaixell de guerra menor, un submarí o una divisió de la reserva naval
- Comandant d'una divisió en una escola o en un establiment d'entrenament
- Oficial executiu o cap de departament d'una fragata, un destructor, un vaixell de subministrament o una divisió de la reserva naval
- Oficial d'estat major d'una formació d'estat major de quarter general.

Abans de la unificació de les forces canadenques el 1968, l'estructura de rang i insígnies seguien l'esquema britànic.

## Estats Units
A la Marina dels Estats Units, el Cos de Guardacostes dels Estats Units, el Cos de Salut Pública dels Estats Units i el Cos Nacional d'Administració Oceànica i Atmosfèrica, lieutenant commander (LCDR) és un rang inferior, amb grau O-4. Se situa entre Tinent i per sota de Comandant, i és equivalent al rang de Major. A la Marina i als Guardacostes, el Tinent Comandant és el rang més alt dels oficials inferiors.
El distintiu de rang de Tinent Comandant són dues franges daurades de mida mitjana, amb una d'estreta al mig, igual que els seus iguals de la Royal Navy. A més, comparteixen la insígnia d'una fulla de roure daurada dels Majors de les USAF, l'Exèrcit i els Marines.

## Rússia
El rang equivalent a Tinent Comandant és Capità de 3a.

## França
A la Marina francesa és anomenat Capità de Corbeta (francès:Capitaine de corvette, abreujat CC), i també es correspon al rang de Comandant de l'Exèrcit de Terra. Assumeix el comandament de petites embarcacions de la marina, o de segon a bord d'embarcacions més importants. Se l'anomena com a "commandant"; tot i que segons l'argot de la marina, se l'anomena "corvettard".
La seva insígnia de rang està formada per 4 galons de la mateixa amplada.

## Insígnies de rang

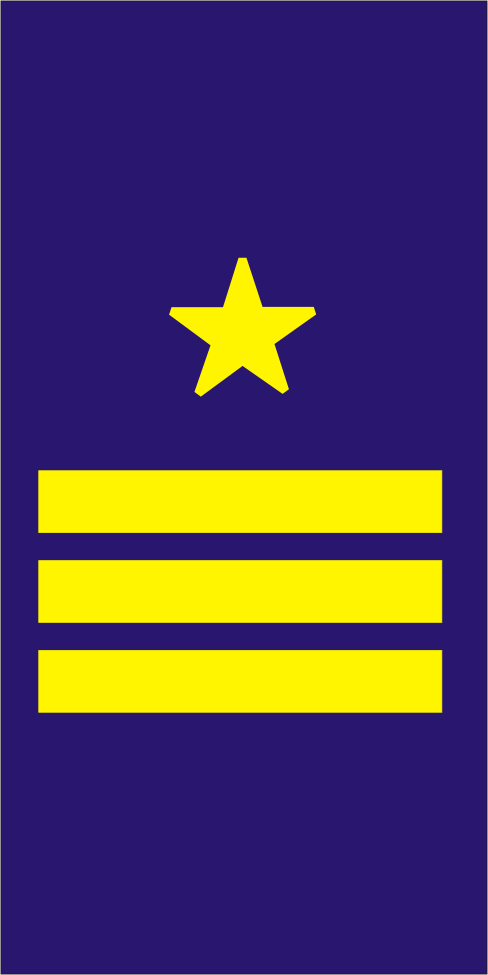
Lieutenant-Commander (Marina Soviètica)
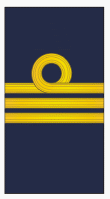
Kaigun Chusa (Marina Imperial Japonesa)
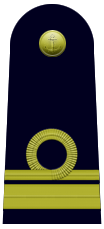
Capitano di corvetta (Marina Militare)
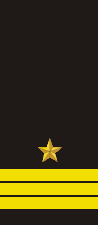
Korvettenkapitän (Kriegsmarine)
Capitan de Corbeta (Armada Espanyola)
Capitaine de corvette (Marine française)
Lieutenant-Commander (Royal Navy)
Lieutenant-Commander (US Navy)
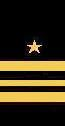
Capitan de Corbeta (Marina de Xile)